# Rannva Joensen
Rannva Joensen (født 1. januar 1986) er en tidligere dansk/færøsk barnestjerne og tidligere medlem af gruppen Creamy.